# 天主教雅卡雷济纽教区
天主教雅卡雷濟紐教區（拉丁語：Dioecesis Iacarezinhoënsis），是巴西一個天主教教區，位於巴拉那州東北部，屬隆德里納總教區。
教區成立於1926年2月10日，2006年有教友380,000人，佔總人口87.0%。有四十個堂區、司鐸八十七人。現任教區主教為安多尼·布拉兹·貝內文特。